# Бен 10/Генератор Рекс: Герои заедно
„Бен 10/Генератор Рекс: Герои заедно“ (на английски: Ben 10/Generator Rex: Heroes United) е специален анимационен епизод между „Бен 10: Ултра-извънземен“ и „Генератор Рекс“. Епизодът е разделен на две части (епизода), под номерата трети и четвърти като част от трети сезон на „Генератор Рекс“. Сценарият е от създателите на двата анимационни сериала — Мен ъф Екшън. „Бен 10/Генератор Рекс: Герои заедно“ се излъчва за първи път в САЩ на 25 ноември 2011 г., по Cartoon Network като едночасов блок.

## Сюжет
Внимание:  Текстът по-долу разкрива сюжета на произведението (или части от него)!
Огромно кълбо от светкавици изниква в небето над Манхатън. Докато Рекс тренира с агент Шест, те получават сигнал. Провидънс се заема с бедствието, но не може да се справи. Тогава агент от екипа на мироопазващата организация на Черните рицари е принуден да търси помощ от брата на Рекс. В същото време тийнейджърът, който притежава способността да контролира своите нанити и да превръща тялото си в различни машини, изпробва начини да се добере до ядрото на явлението и по някакъв начин да го спре. Доктор Холидей сканира явлението и вижда, че има нещо точно в ядрото му и това нещо приближава към Рекс. Тогава от кълбото се появява Бен Тенисън под формата на извънземното Човекозавър. Двамата герои, без да се познават един друг, започват ожесточена битка, в която Рекс побеждава. От кълбото се появява същество, което бива унищожено от агент Шест, който впоследствие изпада в безсъзнание. След като Рекс спасява минувачи от падаща табела Бен разбира, че този, с които се бие е добър. Провидънс залавят Бен и започват да му правят изследвания, като мислят, че Тенисън е самоконтрулиращо се Ево, но той се измъква от базата благодарение на Страшен Студ. Рекс го подгонва. Те стигат до лабораторията на брата на Рекс. Той бива заплашен от собственото си изобретение, наречено Алфа, с което започва тежка битка, в която Бен и Провидънс се нуждаят от допълнителна помощ.

## „Бен 10/Генератор Рекс: Герои заедно“ в България
„Бен 10/Генератор Рекс: Герои заедно“ се излъчва премиерно в България на 17 ноември 2012 г. от 09:00 по Cartoon Network. Дублирания превод е на Доли Медия Студио.